# کوین کوگان
کوین کوگان (انگلیسی: Kevin Cogan؛ زادهٔ ۳۱ مارس ۱۹۵۶ در کالور سیتی، کالیفرنیا) رانندهٔ سابق مسابقات اتومبیل‌رانی اهل ایالات متحده آمریکا است که از فصل ۱۹۸۰ تا ۱۹۸۱ در مجموع در دو گراند پری از مسابقات جهانی فرمول یک شرکت کرد، اما موفق به کسب هیچ امتیازی نشد.